# Финский народный костюм

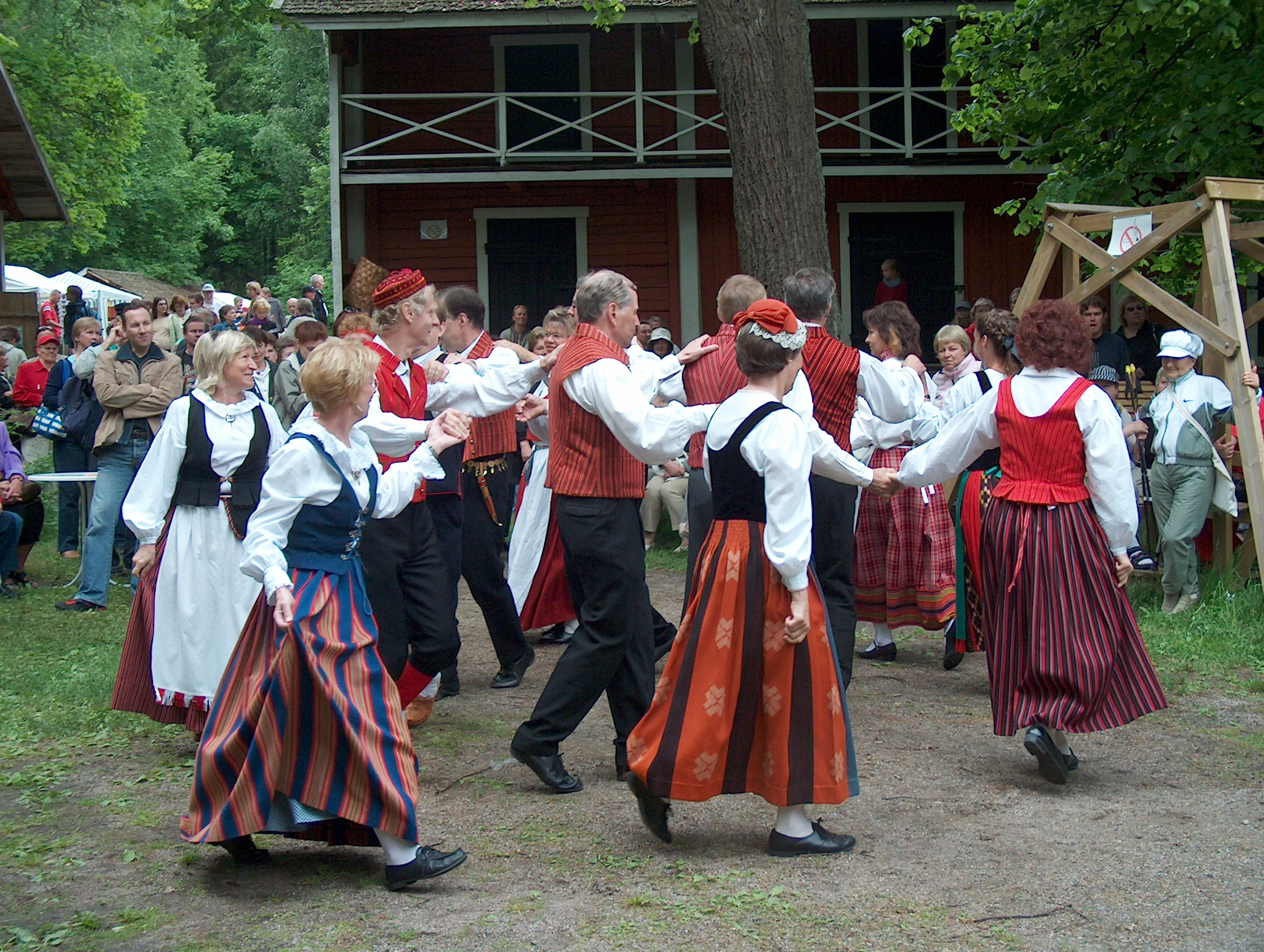
Народные танцы, Керава, 2005 г.

Финский народный костюм (фин. suomalainen kansallispuku) — комплекс одежды, сложившийся у финнов на протяжении множества столетий, использовавшийся до XX века в качестве повседневного, а в наше время — праздничном обиходе и являющийся неотъемлемой частью культуры финского народа.

## История

### Финский костюм в раннем средневековье
Первые находки текстиля, ассоциируемые с одеждой, относятся к VII веку н. э. Древнефинская одежда на основании археологических находок реконструируется следующим образом: мужчины носили туникообразные рубахи навупск (подол доходил до колен или середины бедра). Женщины носили длинные рубахи, несшитую одежду хурстут (фин. hurstut) наподобие сарафана, состоявшую из двух полотнищ (одно на лямках, идущих через плечо, закрывало левый бок, а другое — соответственно, правый) и скреплявшуюся бронзовыми фибулами.
В целом, находки древнефинского костюма схожи с аналогичными древнекарельскими. Они были впервые обнаружены в конце XIX века, и, наряду с современными на тот момент, народными костюмами карел и финнов востока послужили источником вдохновения для иллюстраторов карело-финского эпоса «Калевала».

### Финский костюм со средних веков до новейшего времени
Повседневный финский мужской костюм до XIX века состоял из белой туникообразной рубахи и таких же белых штанов.
В XIX-м веке финский костюм подвергается сильному городскому влиянию, и к началу XX века он выходит из употребления. Ему на смену приходит городской общеевропейский костюм и переходные формы одежды, сложившиеся под влиянием городской моды.
Дольше всего народный костюм сохранялся в Саво и финской Карелии. На данный элемент финский народный костюм лишь иногда используется в качестве праздничной одежды, также он является неотъемлемым атрибутом ансамблей народной музыки и танцев.

## Региональные различия

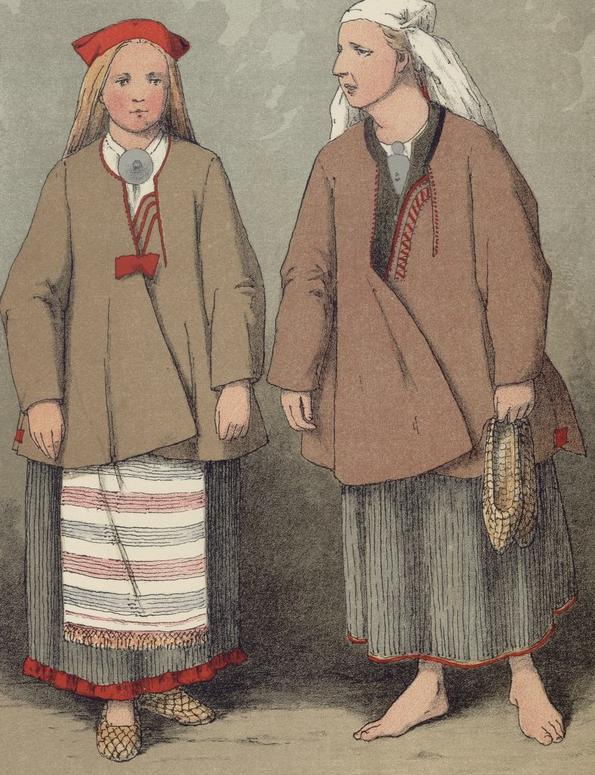
Девичий (слева) и женский костюм из Руоколахти, рисунок Северина Фалькмана, 1882 год

Финский народный костюм различается на восточный, больше сохранявший аутентичные черты, и западный, более подверженный западному влиянию. В целом для финского народного костюма характерна существенная дифференциация. Различия и местные особенности в одежде существовали в каждом уезде, а зачастую и в каждом церковном приходе.
Мужской костюм в большинстве районов страны состоял различался не так сильно, как женский: в XIX веке мужчины носили штаны (фин. housut) чуть длиннее колена, белую рубаху, жилет, куртку и кафтан. На голове носили тюбетейки (фин. patalakki, kairalakki) из шести (реже четырёх) клиньев, шерстяные шапки и шляпы. Тюбетейки, чьё название на финском буквально означает «шапка-горшок» изготовлялись из сукна или шерстяной ткани и бытовали в XVII-XIX вв. Швы закрывались полосками ткани, шнурами и тесьмой контрастного цвета. Выходные тюбетейки, надевавшиеся для похода в церковь, шились из тёмных тканей, а швы отделывались голубым или красным. До XIX века тюбетейки носили широкие слои финского общества: крестьяне, мелкие землевладельцы и даже некоторые дворяне (в качестве домашнего головного убора), но ко времени выходу из употребления тюбетейки оставались исключительно крестьянским головным убором, носившимся в качестве повседневного и рабочего. В городах тюбетейки изготовлялись профессиональными портными, на селе они были домашнего изготовления. Ареал распространения тюбетеек довольно близко подходил к Карелии, и они даже проникли на её территорию, когда она была финской. Однако о достоверном ношении тюбетеек в Карелии в то же время, что и в Финляндии, сказать невозможно. Но несмотря на это, и в современной Финляндии, и в современной Карелии, тюбетейка-шестиклинка считается национальным головным убором. Головным убором женщин служил белый плат-покрывало, скрывавший голову, гармонировавший другим элементам женского костюма. Также носили чепцы.
На ногах и мужчины и женщины носили шерстяные чулки. В качестве обуви использовались постолы из цельного куска кожи или с треугольной вставкой на подъеме (фин. lippokkaat, suppikkaat) и берестяные или лыковые лапти (фин. virsut). Мужчины также носили высокие сапоги (фин. kengät, pieksu (пьексы), lapikkaat (сапоги с загнутым носком, носились преимущественно на востоке Финляндии)). В XX веке сапоги-lapikkaat наряду с западнофинскими сапогами с двумя концами обрели популярность в качестве лыжной обуви. Сапоги-пьексы были частью обмундирования шюцкоровцев и финских солдат начиная с 1918 года (хотя, к примеру, во время советско-финской (Зимней) войны 1939-1940 годов пьексы были доступны лишь трети личного состава; в РККА того же периода помимо пьекс в качестве лыжной обуви использовались наносники-полупьексы, надевавшиеся на валенки и крепившиеся с помощью двух ремешков) и использовались вплоть до окончания Второй Мировой войны, окончательно уйдя из обихода к 1960-м годам.

### Восток
Женщины носили рубаху реккопайта (фин. rekkopaita), украшавшуюся на груди рекко — прямоугольником, на котором красными нитками вышивался геометрический орнамент. Рекко располагался прямо от шеи посередине груди. Разрез реккопайты был смещён влево, застёгивалась реккопайта на фибулу. В качестве верхней одежды служили сермяжный кафтан в талию виитта (фин. viitta) с клиньями от талии, или кофта-косто (фин. kosto) свободного покроя длиной до середины бедер.
На востоке довольно долго, кое-где вплоть до начала XIX века сохранялся хурстут (ещё дольше он сохранялся у ижор). Юбки и лифы проникли с запада, и притом довольно поздно. Нередко с этой одеждой надевалось полотнище на лямке в качестве пережитка несшитой одежды.
В пограничных районах финской Карелии через карельское посредство из русского народного костюма был заимствован сарафан, соответственно, юбки не получили распространения. Православные жительницы финской Карелии носили заимствованную у русских ещё в средние века сороку (фин. sorokka, harakka), а лютеранки — плат хунту (фин. huntu) наподобие украино-белорусской намётки. Незамужние девушки носили на голове венцы и головные повязки.
Обязательной принадлежностью женского костюма был передник, украшенный вышивкой, кружевами или тканым орнаментом.

#### Костюм финнов-ингермандландцев
Старинная белая одежда сохранялась у мужчин-ингерманландцев лишь в отдалённых деревнях Северной Ингерманландии и по берегам нижнего течения реки Луги. Мужской костюм состоял из штанов (летние были полотняными, а зимние — суконные) и рубахи из холста, имевшие прямой вырез и застёгивавшиеся на одну пуговицу или на завязки. Верхней одеждой служили кафтан виитта, окрашивавшийся в белый, серый, коричневый или синий цвет, сшитый в талию и имевший клинья; поддёвка (фин. pottiekka) овчинная шуба туркки. Мужчины-эурямейсет носили войлочные широкополые шляпы с плоской тульей и тёмных цветов (фин. lääppä, liäppä), похожие на шляпы петербургских извозчиков и украшавшиеся лентами с оловянными или серебряными ремешками. Примером ингерманландского мужского костюма можно назвать костюм посёлка Лесогорского (Яски), запечатлённый в 1867 году (по другим данным — в 1868 году) фотографом Михаэлем Зейфертом. На фотографии Зейферта изображён молодой человек одетый в длинные брюки и двубортный сюртук со стоячим воротником (и штаны, и сюртук тёмного, предположительно чёрного цвета), шея завязана платком.
Финки-эурямяйсет в Мартышкино (ныне район города Ломоносов) и Туутари (ныне район Дудергоф в составе Красного Села) носили реккопайту, сарафан (фин. hartiushame) или юбку (фин. hame), а поверх них — передник (фин. polle). Ингерманландская реккопайта состояла из верхней части, шившейся из льняной тонкой и узорчатой ткани муртикайнэн (фин. murtikainen) и нижней, шившейся из более грубой ткани. Рукава реккопайты были широкими, внизу либо были свободными, либо стягивались в сборку в 3-5 см от края, а в более поздних вариантах также заканчивались манжетами. У ворота реккопайта скреплялась круглой серебряной пряжкой (фин. solki), с возрастом уменьшавшейся. Также женщины эурямяйсет носили кафтан-вииту. Женский виитта украшался красными и синими нитями по правой полочке, имел красный же стоячий воротник, застёжка находилась на замшевом куске замши на уровне пояса. Края рукавов и верхушки больших складок на спине были также отделаны жёлтой замшей и украшены красными, синими и зелёными нитями. Позднее появились синие вииты, носившиеся весной и летом, в то время как белые — осенью и зимой. Сарафан изготовлялся из синего сукна (лямки же шились из пурпурно-красного сукна) и перевязывался кожаным поясом (фин. lappavyö) с нанизанными на нём медными пряжками (их число со временем увеличивалось), а по праздникам — тканым поясом виронвюо (фин. vironvyö) с длинными кистями (фин. töppäät, töpöt). По подолу передник украшался бахромой, полосой разноцветной вышивки и широким цветным кружевом. Незамужние девушки-эурямяйсет носили на голове повязки из красного сукна (фин. seppel, säppäl’)
Финки-савакоты (потомки беженцев из Саво) носили костюм западнофинского типа: поверх рубахи надевались юбка (фин. hame), лиф (фин. liivi) или кофта танкки (фин. tankki). Как и у эурямяйсет, савакотские женские рубахи скреплялись у ворота пряжкой. Обычно савакотские рубахи не вышивались, лишь иногда по вороту располагали полосу незатейливой вышивки. Рукава были широкие, но были недлинные, их края оторачивались вышивкой и завязывались у локтя так, чтобы нижняя часть руки была открыта. Лиф и кофта шились из сукна или покупных тканей. На голове савакотские женщины носили кружевные чепцы (фин. lakki).
Поверх чулок и носок женщины-эурямяйсет надевали ноговицы (фин. kalsut), скреплявшиеся узкими оборами (фин. paulat). Летом же женщины зачастую ходили босиком (эурямяйсет при этом могли надевать ноговицы). Поршни у ингерманландцев назывались уулаттисааппаат (фин. uulattisaappaat). Сапоги считались признаком достатка, поэтому многие носили сапоги лишь на селе и в городе, а за их пределами снимали сапоги, несли их за спиной и ходили босыми. Женщины носили кожаные туфли домашнего изготовления (фин. lipokkaat), по праздникам носили чёрные кожаные туфли с острыми носами и с краями, украшенными красной юфтевой кожей (фин. sikerit).
На западе Ингерманландии, в долине Луги и на Кургальском полуострове финки носили рубахи с украшенными красным ситцем поликами и красивейшей вышивкой с архаичными узорами птиц, женщин и замысловатыми геометрическими орнаментами. Аналогичные рубахи бытовали у води и ижор. Но в отличие от этих двух народностей, носивших платы саппано и бывших православными по вероисповеданию, финки-лютеранки носили чепцы или косынки, завязанные на затылке.
На островах Сейскари и Лавансаари (Мощный) женщины носили поверх рубах без рукавов (фин. hankkipaita) короткие блузки (фин. yliset), схожие с североэстонскими кяйсед (эст. käised). Блузка застёгивалась на пряжку, праздничные украшались по подолу и манжетами кружевом. Поверх рубахи, помимо блузки, надевали пёструю полосатую юбку и домотканый передник (фин. polle) с узкими красными полосками, также были распространены привозные с территории современной Эстонии ситцевые передники с красно-коричневыми набивными цветами по белому фону. В холодное время поверх кофты надевали душегрейку (фин. hankkilüvit) из красной материи с красными полосами. По праздникам и молодые девушки и женщины, и старухи называли кацавейку-рююти (фин. ryyti). Верхней одеждой служил белый суконный клиновидный армяк (фин. hame), ворот которого обшивался красной суконной же каймой, и который опоясывался шерстяным поясом. Выходя на улицу, женщина накидывала шаль на плечи, а на голову надевала платок. Вообще, эти острова являются одними из последних мест, где финский народный костюм всё ещё использовался.

### Запад
Отличительной особенностью западнофинских костюмов является использование полос. Женский костюм севера Финляндии схож с западным.
Старинные образцы народного костюма известны плохо. Для запада характерен сложившийся к концу средних веков комплекс, состоящий из рубахи и блузы, поверх которой надевалась юбка на поясе (фин. vyotarohame) и лиф (фин. liivi), оставлявший открытыми рукава и грудь кофты. Широко были распространены шали, надевавшиеся на плечи. Первоначально юбки были однотонные, но затем распространились полосатые и клетчатые. Передник, надевавшийся поверх юбки, также был полосатым. Замужние женщины носили различного типа чепцы на твердой основе (матерчатые (фин. tanu) и шёлковые (фин. tykkimyssy)), девушки — открытые головные уборы, повязки. На ногах носили белые носки и чёрные туфли.
К типичному западнофинскому костюму можно отнести костюм Моухиярви (Пирканмаа, ныне район в составе Састамалы). Он состоит из белой рубахи с кружевным воротом и присборенными рукавами, красного лифа, плиссированного сзади; юбки в широкую красно-синюю вертикальную полоску и белый передник в красно-синюю узкую полоску, также вертикальную. На голове замужние жительницы Моухиярви носили красный шёлковый чепец, украшенный вышивкой из разноцветных нитей, а по краям — кружевом. Головные повязки незамужних девушек также были красными.
Костюм Южной Похьянмаа (она же Южная Остроботния) является одним из самых узнаваемых разновидностей финского народного костюма: мужчины, помимо чёрных длинных штанов и сюртука с красным жилетов носили металлический ремень в виде цепочки (фин. helavyö), к которому неизменно прикреплялся пуукко. Пояс-helavyö изображён на гербе города и муниципалитета Каухава, славящимся своим производством ножей. Данный костюм был собран на основе множества сохранившихся деталей в 1953 году.
Народный костюм города Рованиеми и окрестностей был разработан/реконструирован в 1950-1960-х годах: в 1953 году был воссоздан женский костюм; а в 1960 году на основе экспонатов музеев Рованиеми и Северной Похьянмаа, а также исторических источников профессор Тююни Вахтер (фин. Tyyni Vahter) и Тойни-Инкери Кауконен (фин. Toini-Inkeri Kaukonen) создали эскиз реконструкции мужского костюма, впервые он был представлен в июле 1961 года. Женский костюм состоит из длинной льняной или полульняной рубахи со стоячим воротом, застёгивающимся на металлическую пряжку и прострочкой на плечах; тёмно-синего лифа на подкладке из небеленого льна с застёжками на шнуровке и плиссировкой сзади; марлевый белый передник; красно-синей юбки, к которой прикрепляются медный ключ и сумочка. Девичий головной убор представляет из себя голубую ленту, перевязывающуюся вокруг головы, а убор замужних женщин — кружевной чепец. Мужской состоит из белой рубахи, по покрою идентичной экземплярам из Северной Похьянмаа; синего или чёрного платка, подвязываемого на шее; длинных чёрных штанов, подпоясанных ремнём; и однобортного жилета в красно-чёрно-синюю полоску. Иногда в состав включается двубортный пиджак-куртка из серого твида или тёмно-серой шерсти (один из таких, датируемый концом XIX века, поступил в фонд музея Рованиеми в 1915 году). К мужским головным уборам в костюме Рованиеми относятся тюбетейка, картуз, а зимой — шапка из собачьего или росомачьего меха. Носки в женском костюме — белые, в мужском белые являются летними, а в холодную погоду носки — серые и чёрные, в качестве обуви используются поршни, женщины могут надевать чёрные туфли.

## Галерея

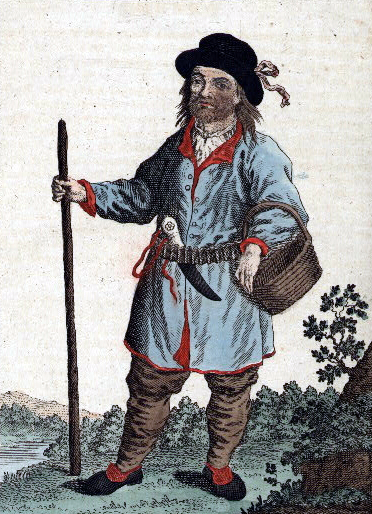
Чухонский мужик (финн). Гравюра из книги Иоганна Георги «Описание всех обитающих в Российском государстве народов», 1799 г.
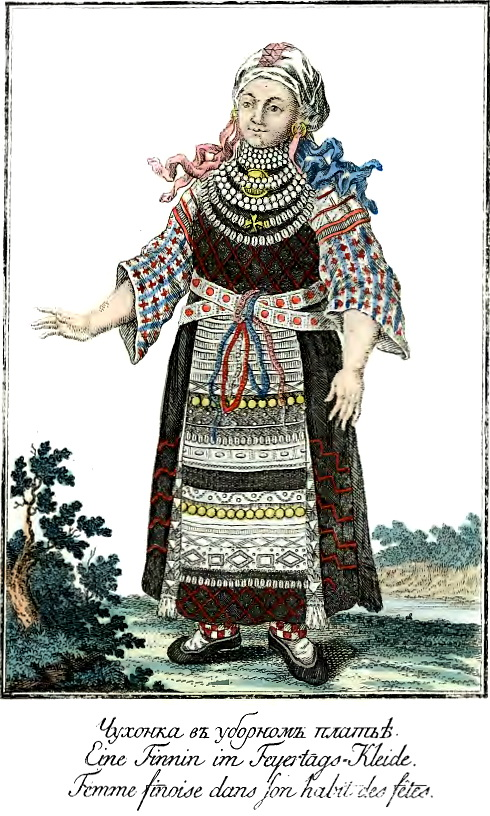
Чухонка (финка) в праздничной одежде. Источник тот же
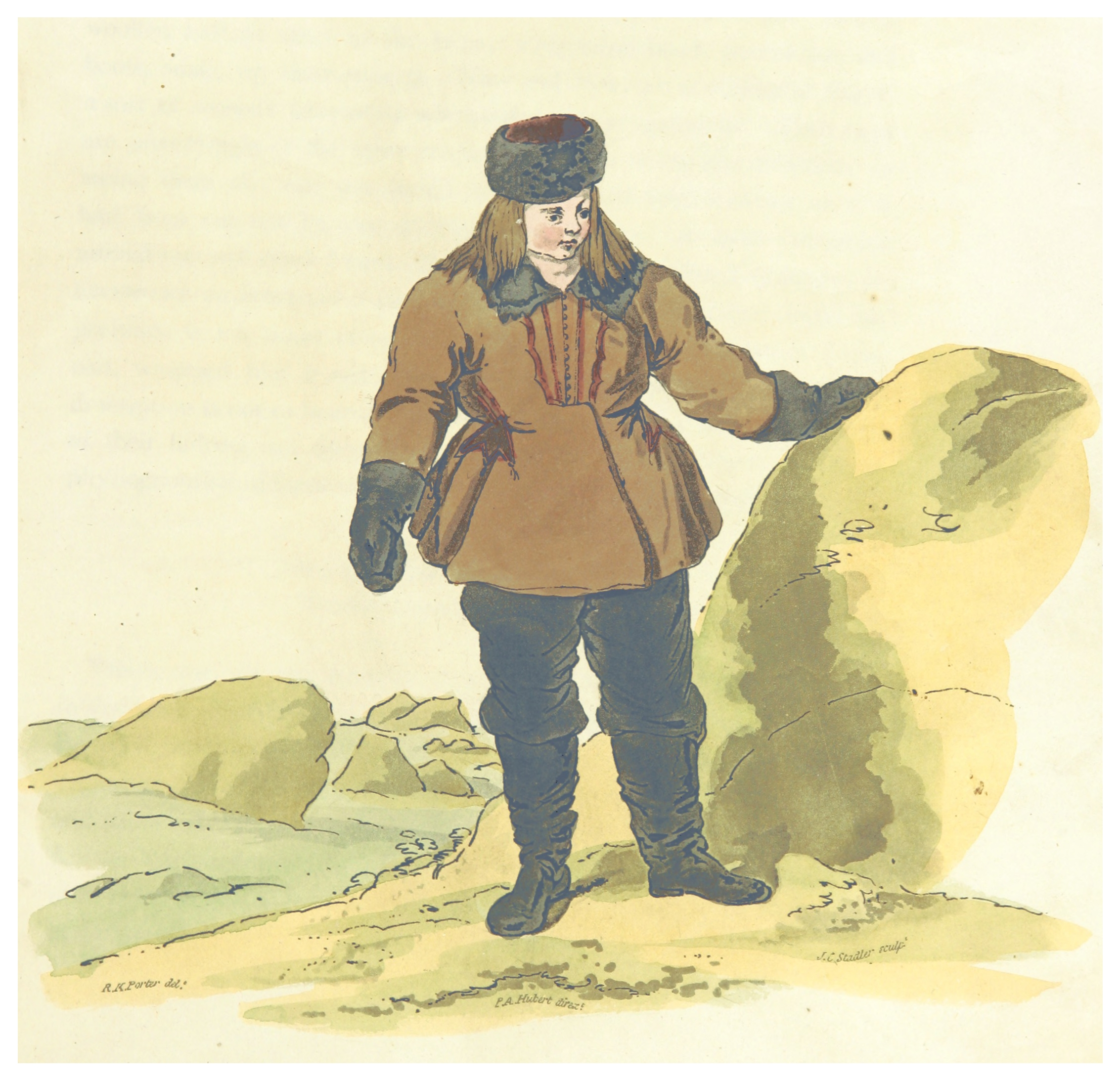
Финский крестьянин в зимней одежде, иллюстрация из книги Роберта Кера Портера «Travelling Sketches in Russia and Sweden», 1813 год
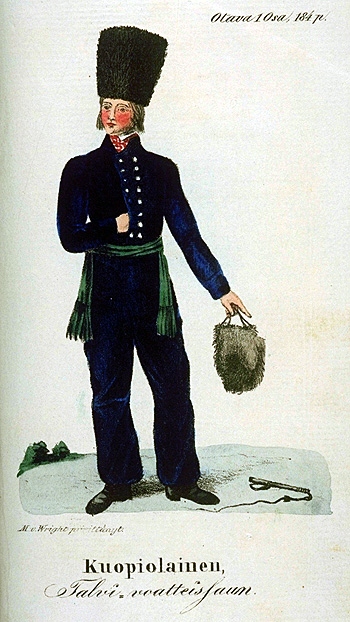
Мужской костюм Куопио, акварель 1831 года
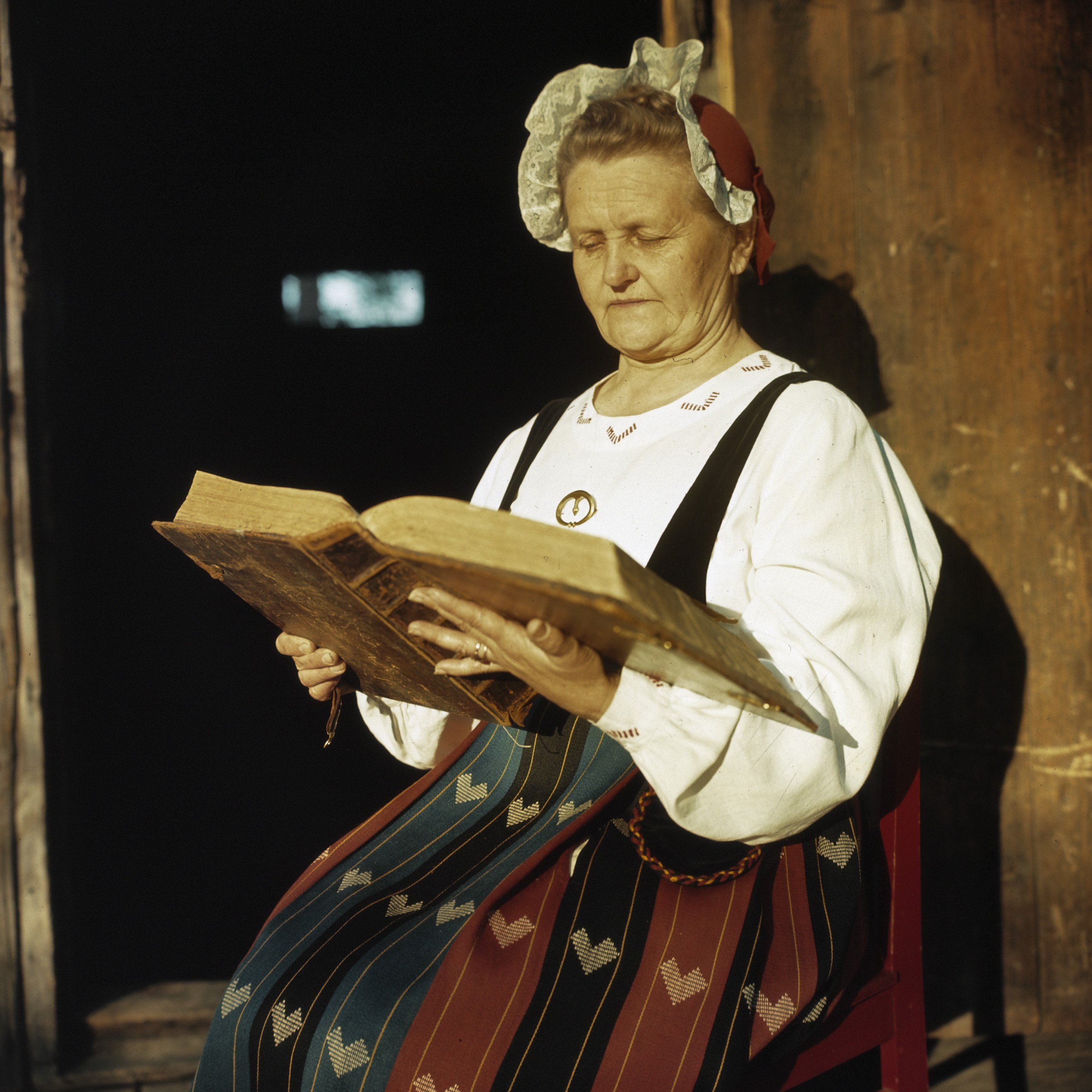
Женщина в западнофинском костюме читает книгу, фотография из собрания нидерландского Национального архива, дата съёмки неизвестна
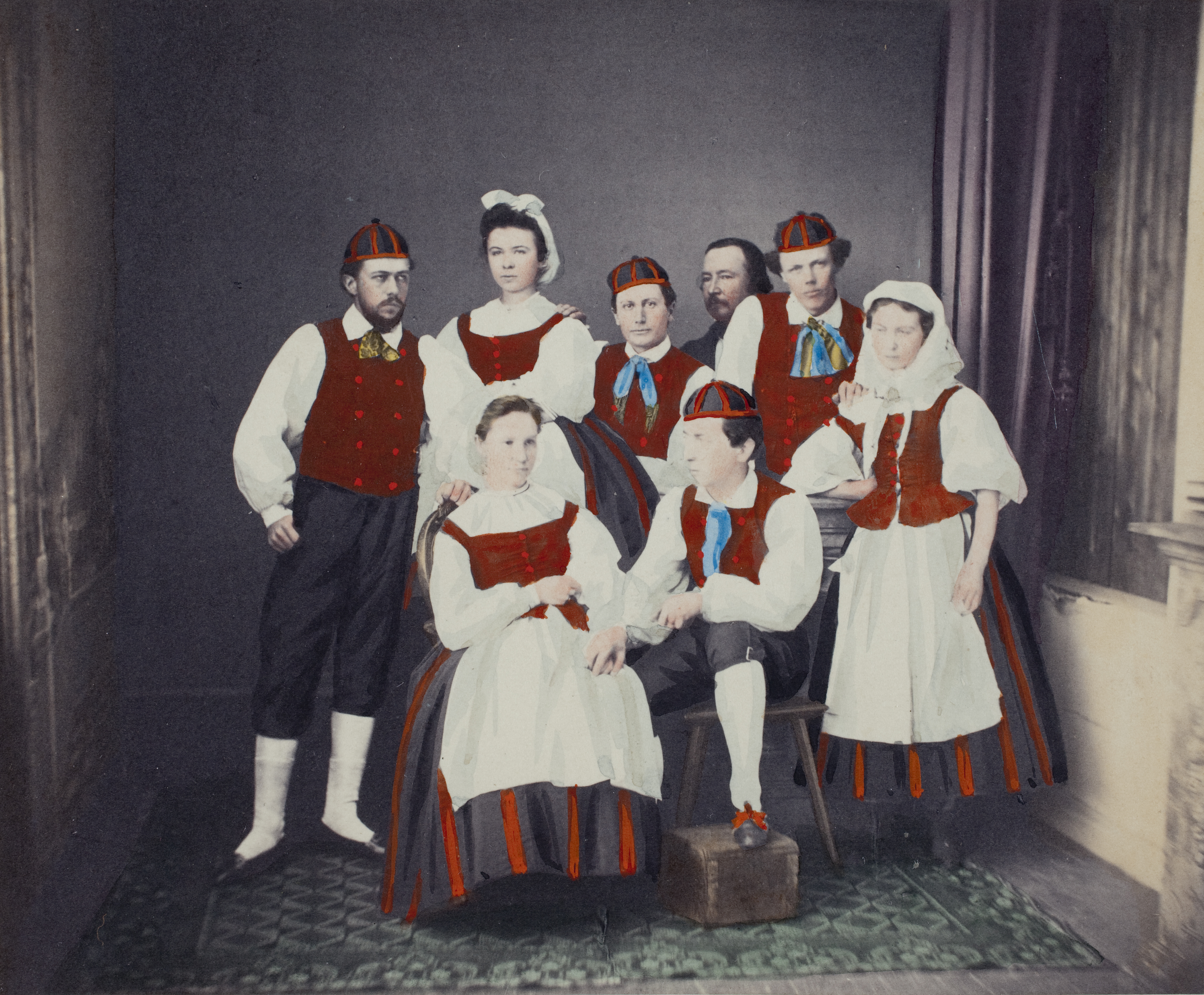
Группа людей в западнофинских народных костюмах, 1866 год. Третий справа во втором ряду — Цакариас Топелиус.
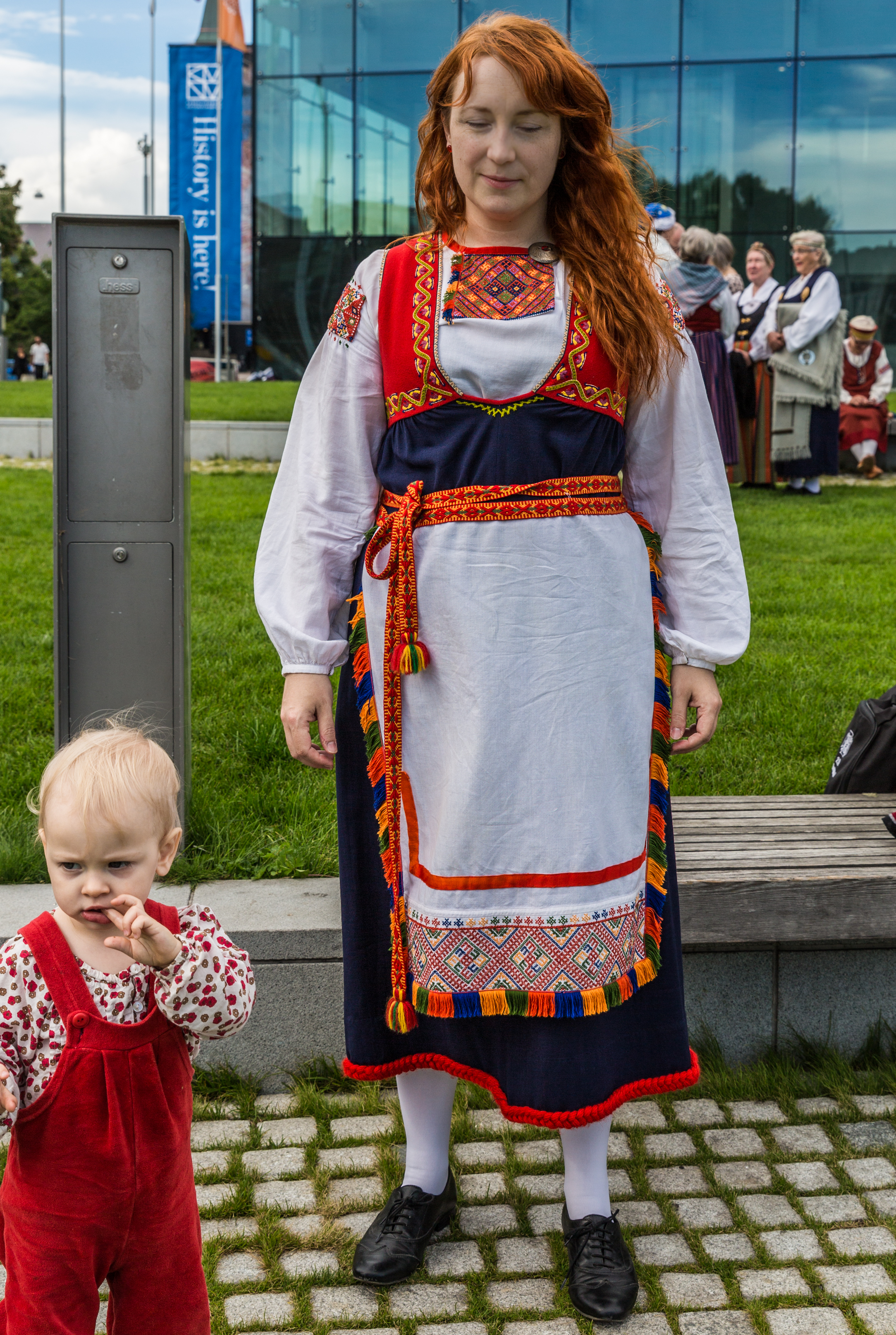
Женщина в восточнофинском костюме с реккопайтой, 2016 год
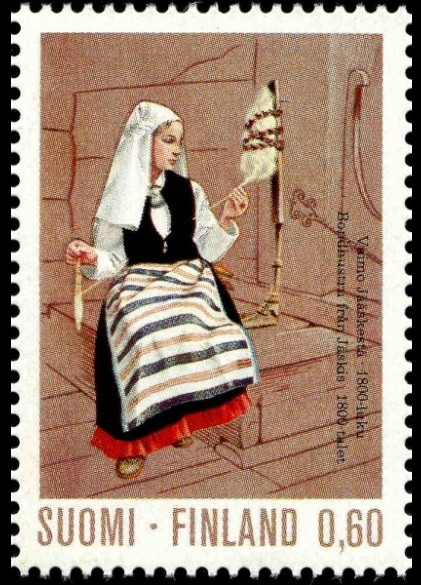
Женский костюм Лесогорского на финской почтовой марке, 1973 год
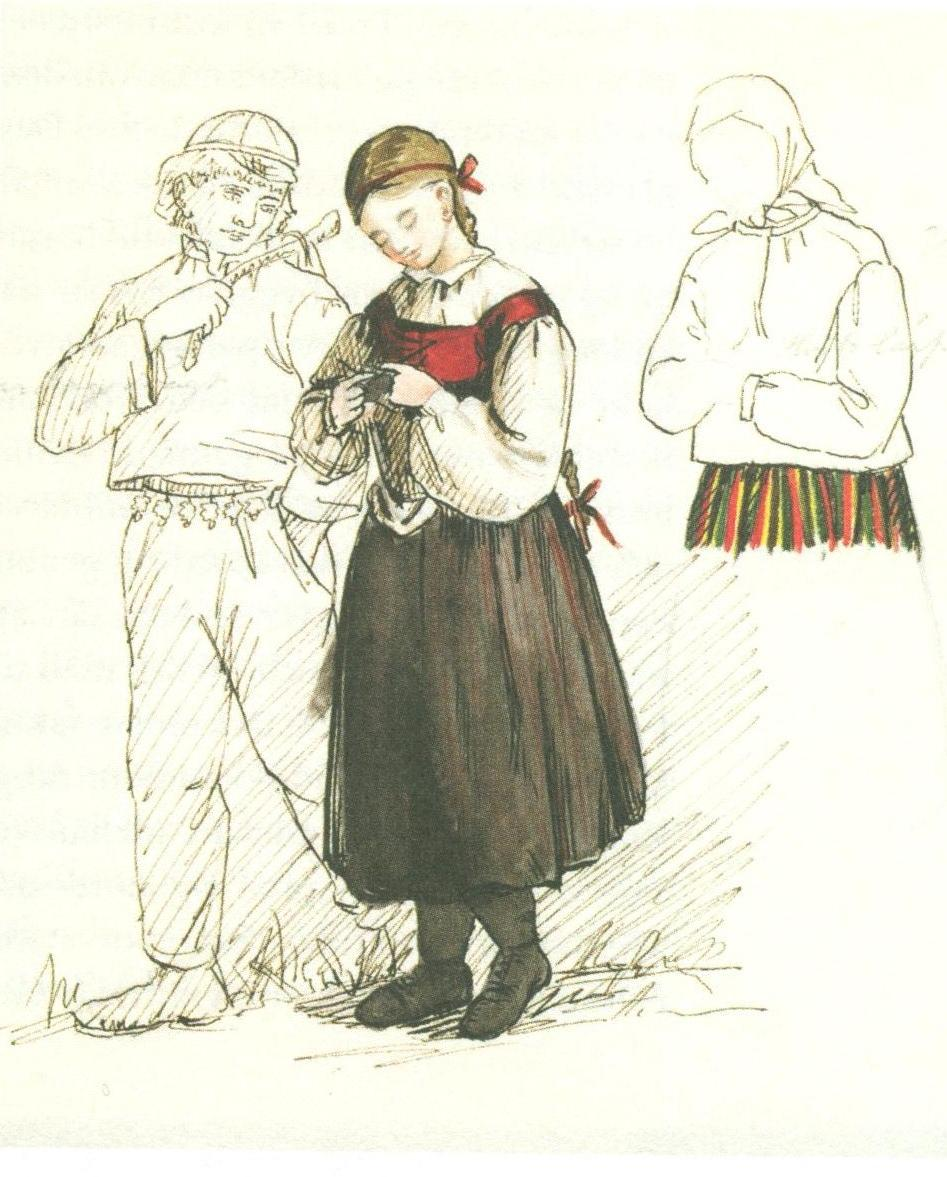
Пара из Похьянмаа
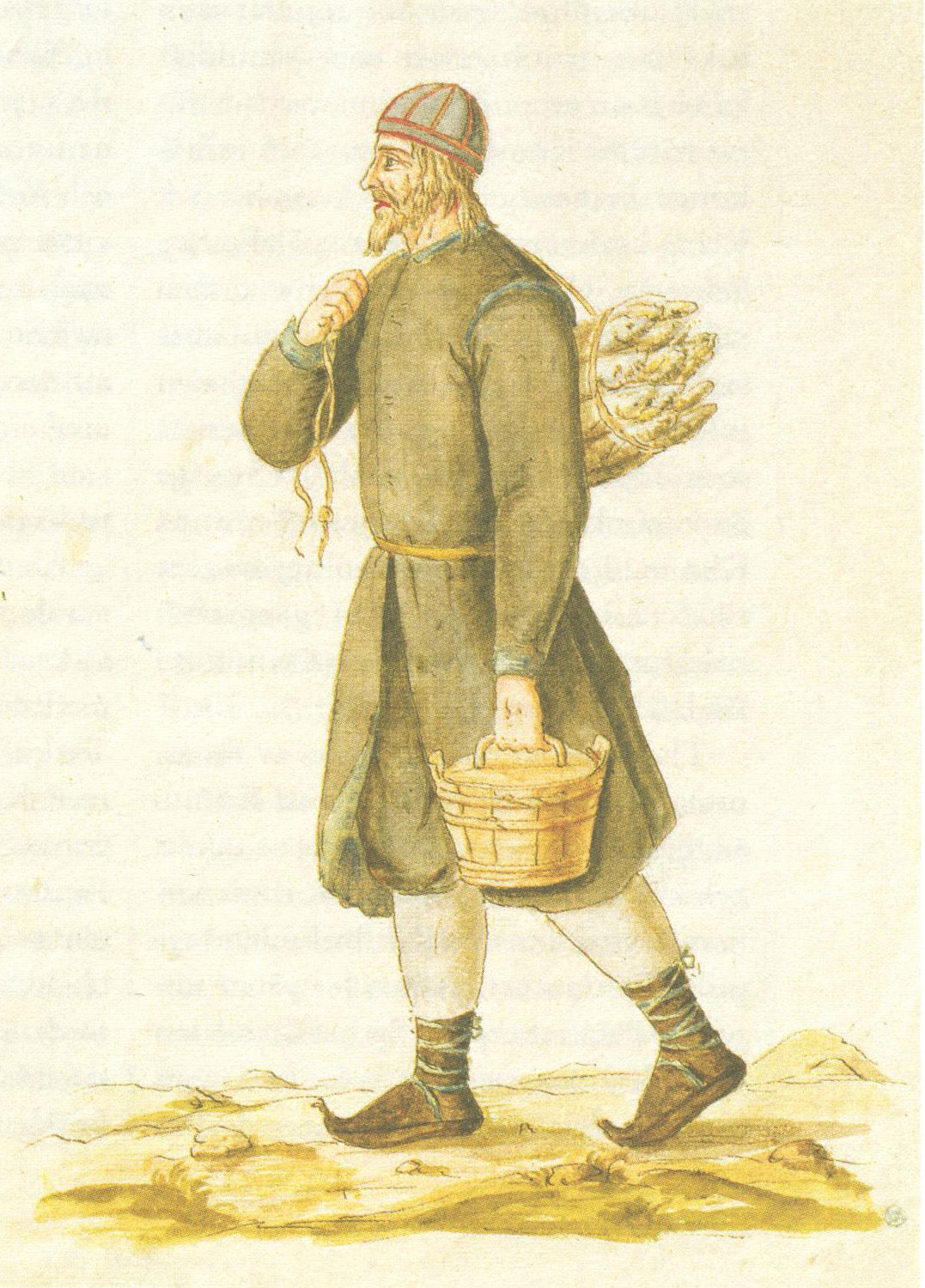
Похьянмааский крестьянин Уло, рисунок XIX века
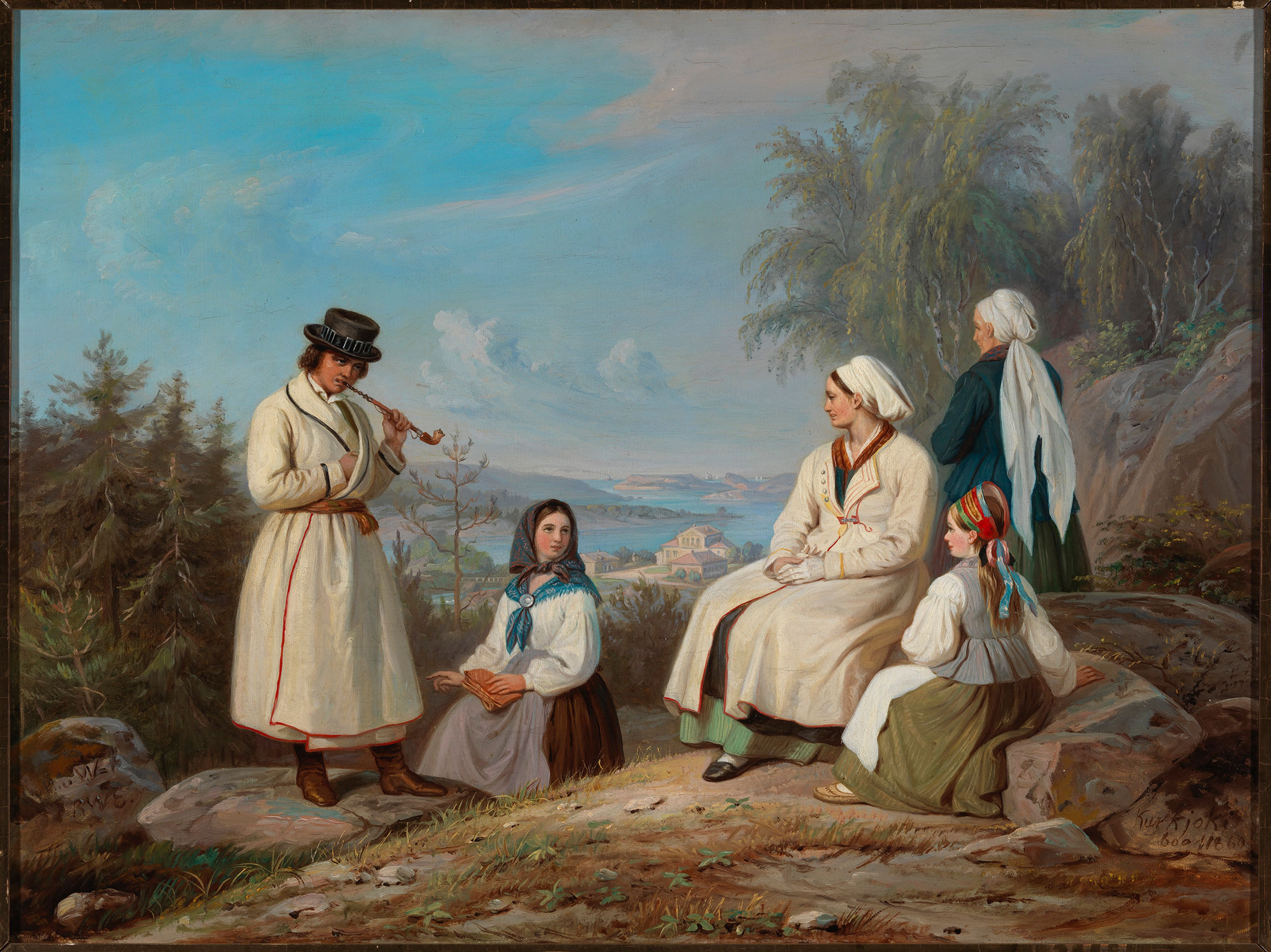
Финны из окрестностей Куркиёки (Лахденпохский район Карелии), картина Роберта Экмана из собрания Финской национальной галереи
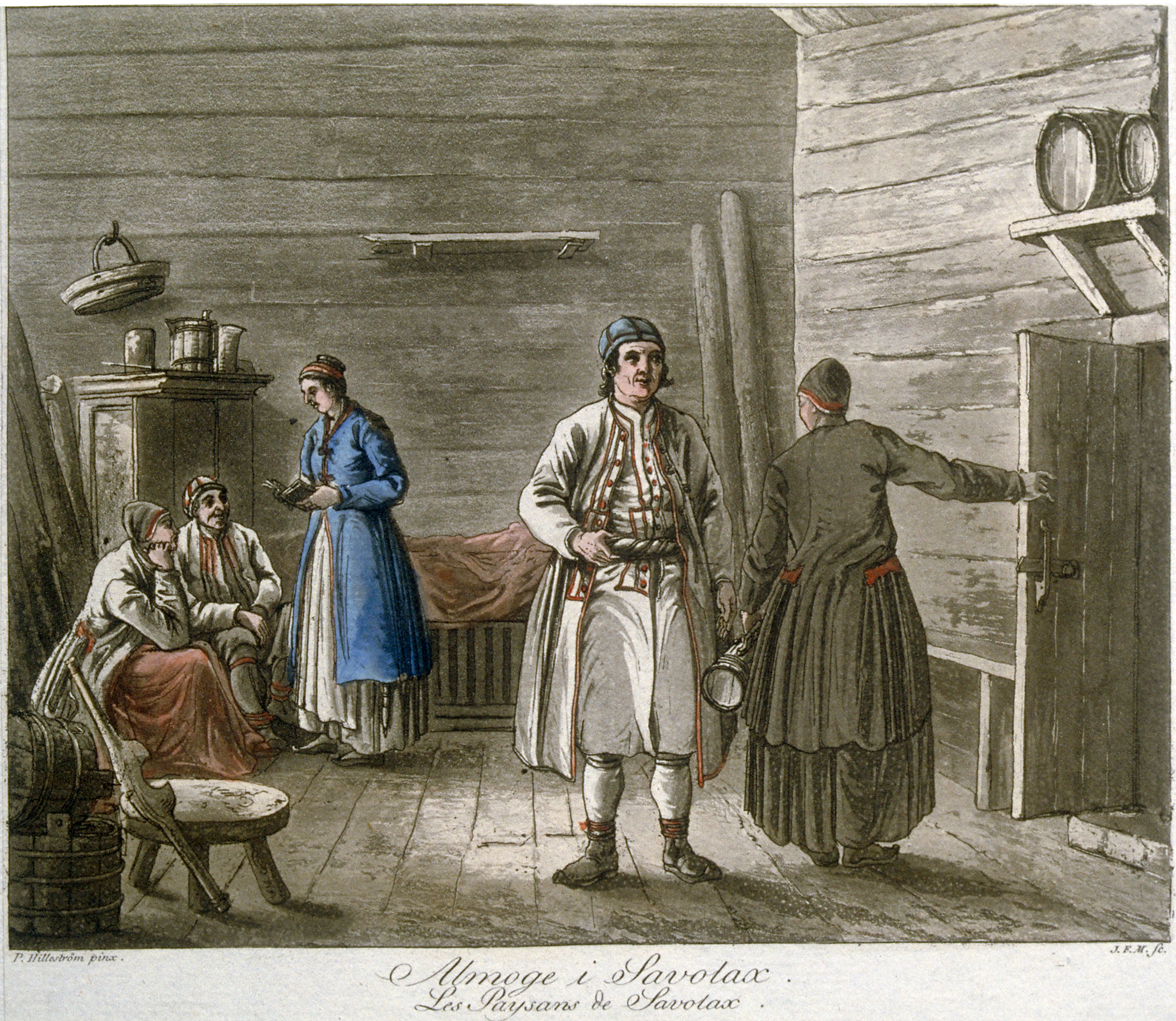
Интерьер избы в Саво, гравюра по рисунку Пера Хиллестрома, рубеж XVIII-XIX веков
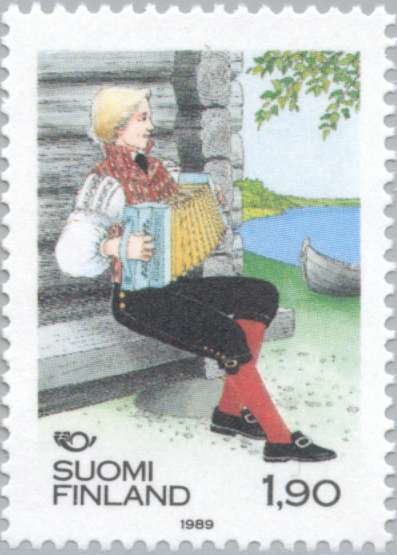
Костюм Сякюля (Сатакунта, Западная Финляндия) на финской почтовой марке 1989 года
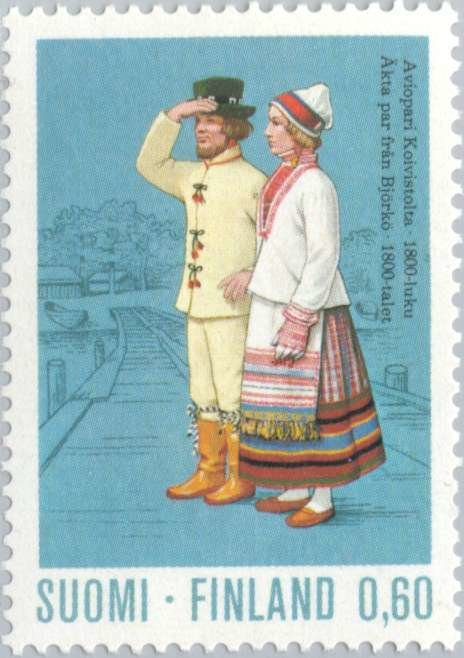
Пара из окрестностей Приморска (Койвисто) в народных костюмах, почтовая марка 1973 года
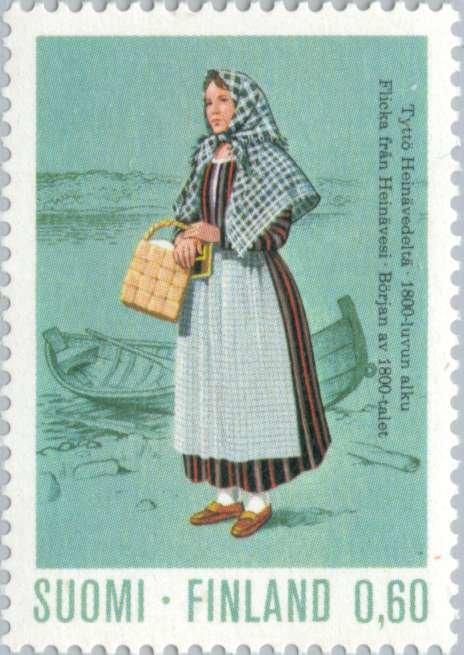
Девичий костюм из Хейнявеси (Саво), почтовая марка 1973 года
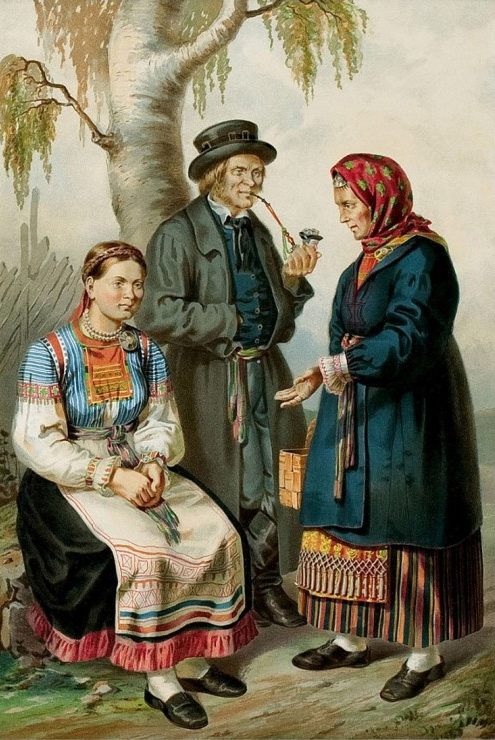
Ингерманландцы в народных костюмах, иллюстрация из книги «Народы России. Этнографическое описание» Густава-Теодора Паули 1862 года
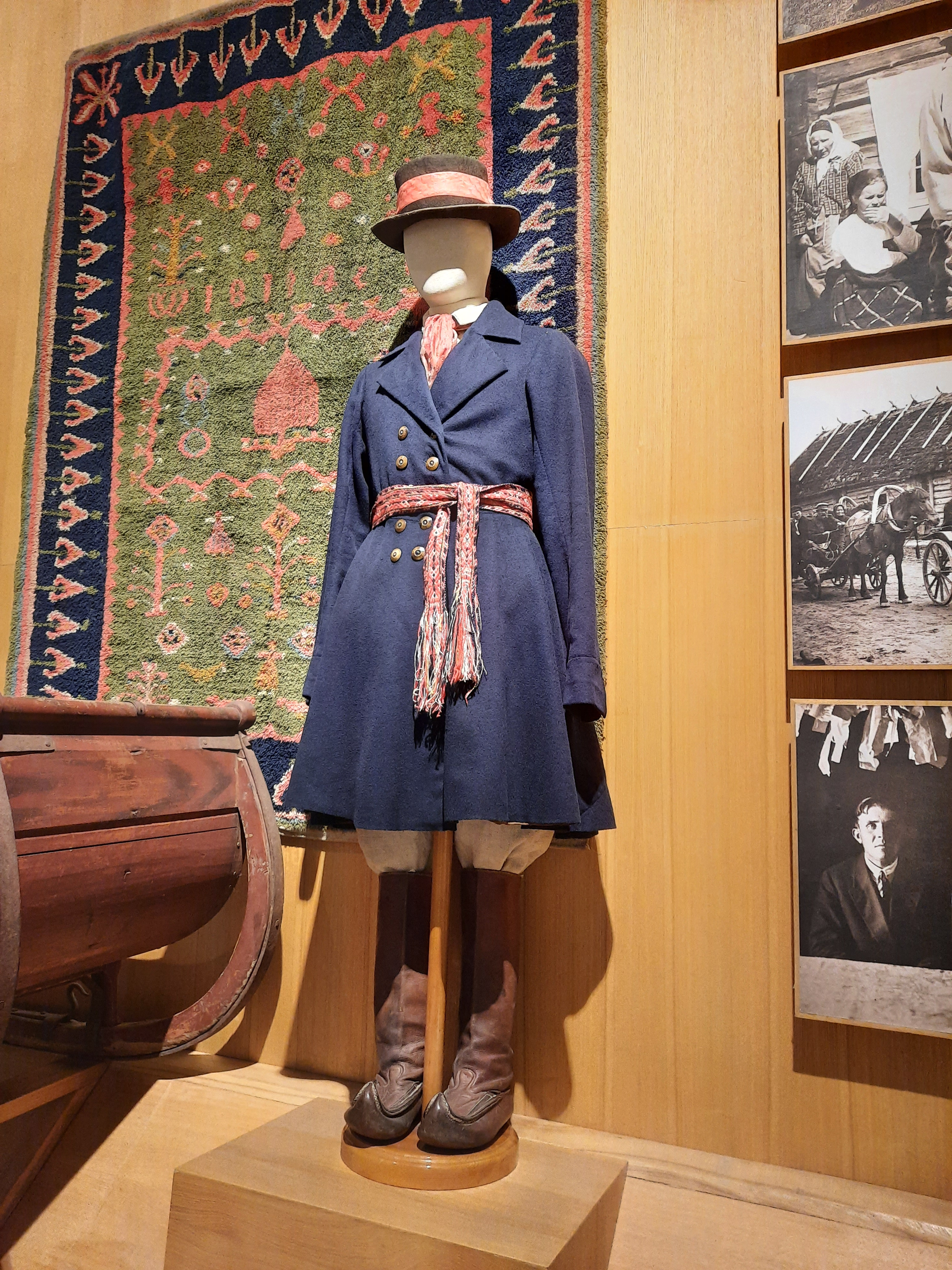
Костюм жениха Тавастгусской губернии (Хяме), из собрания Российского этнографического музея
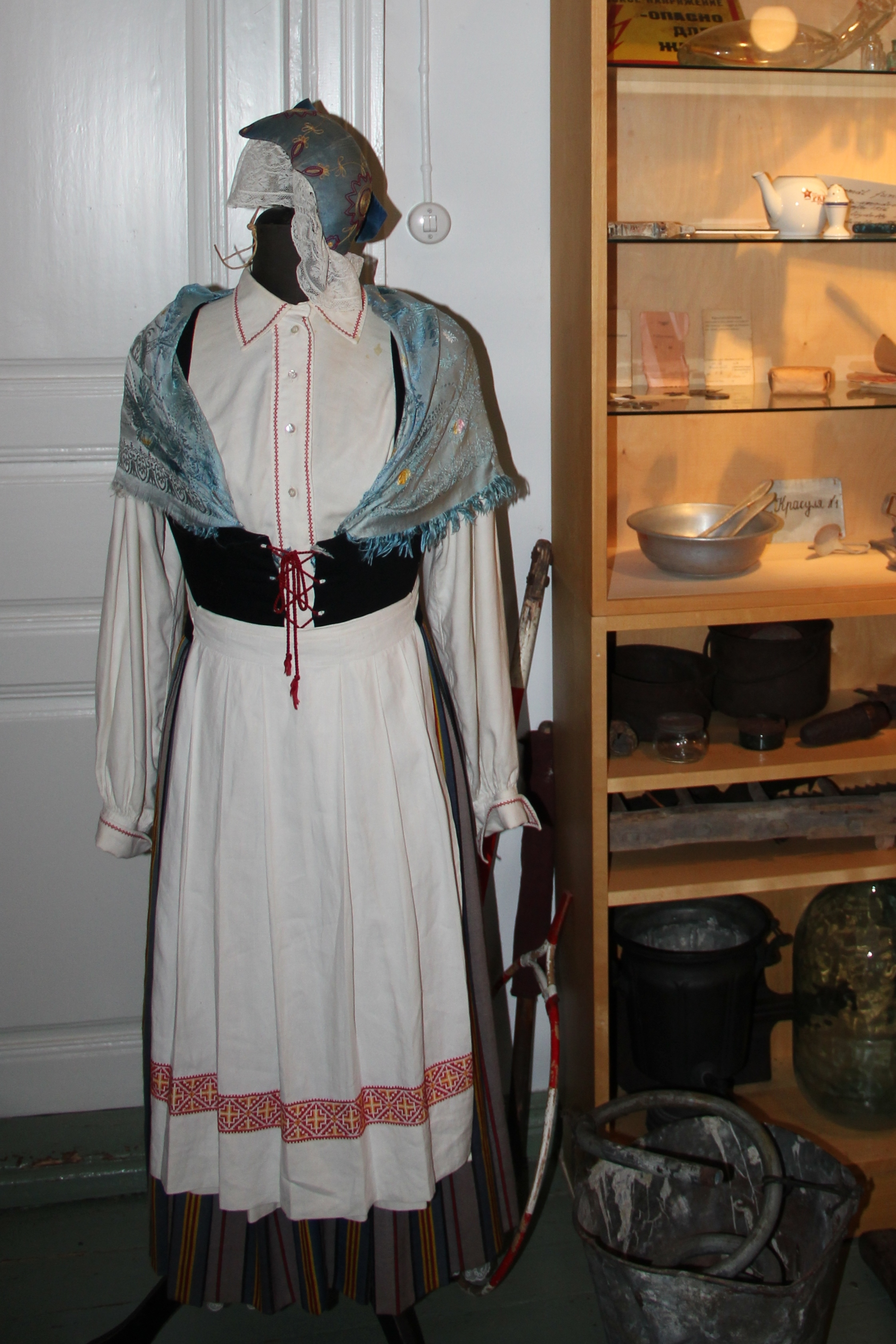
Женский народный костюм из собрания краеведческого музея Сиунтио (Уусимаа)

Зарисовки финского народного костюма, сделанные Робертом Экманом
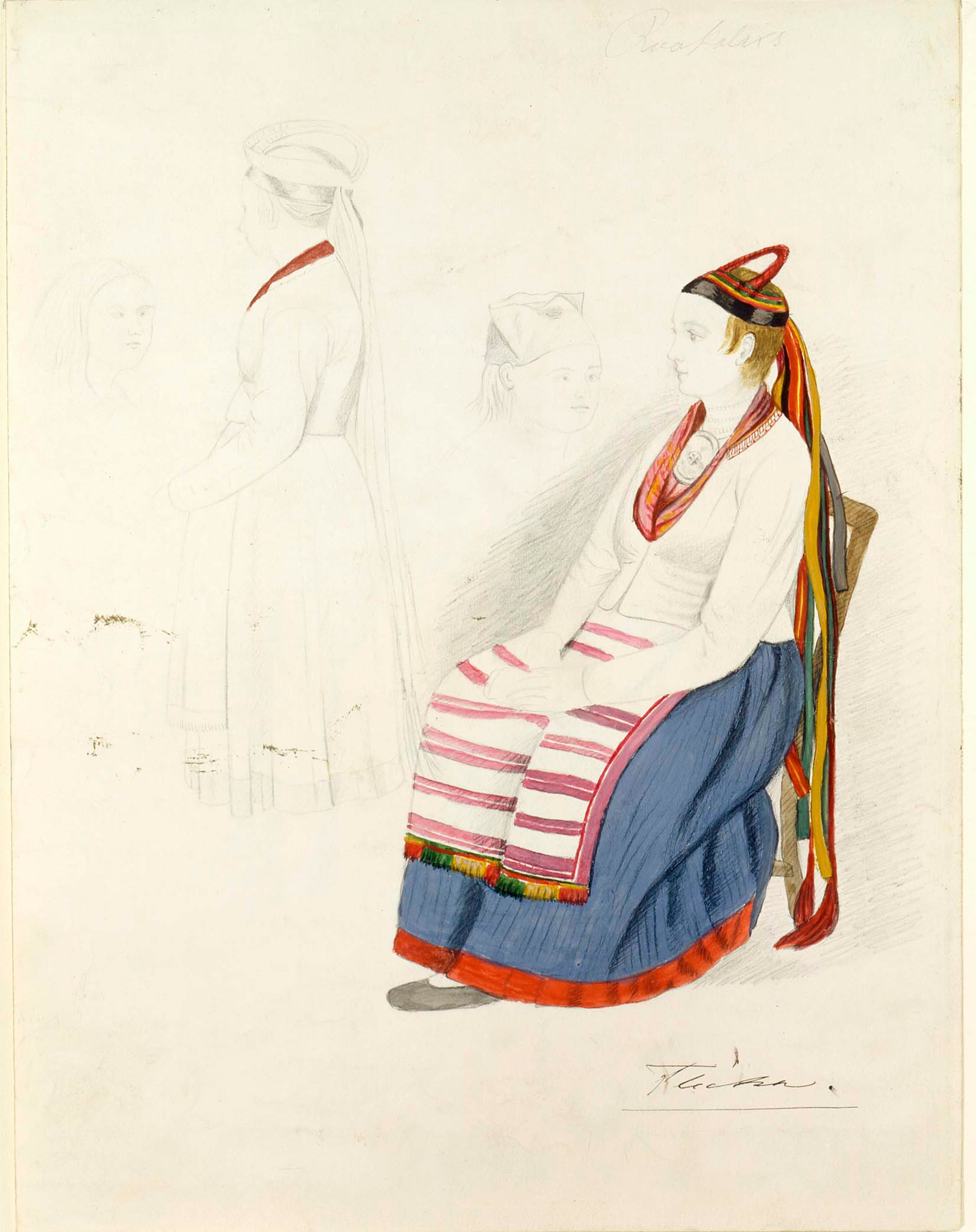
Костюм девушки из Руоколахти
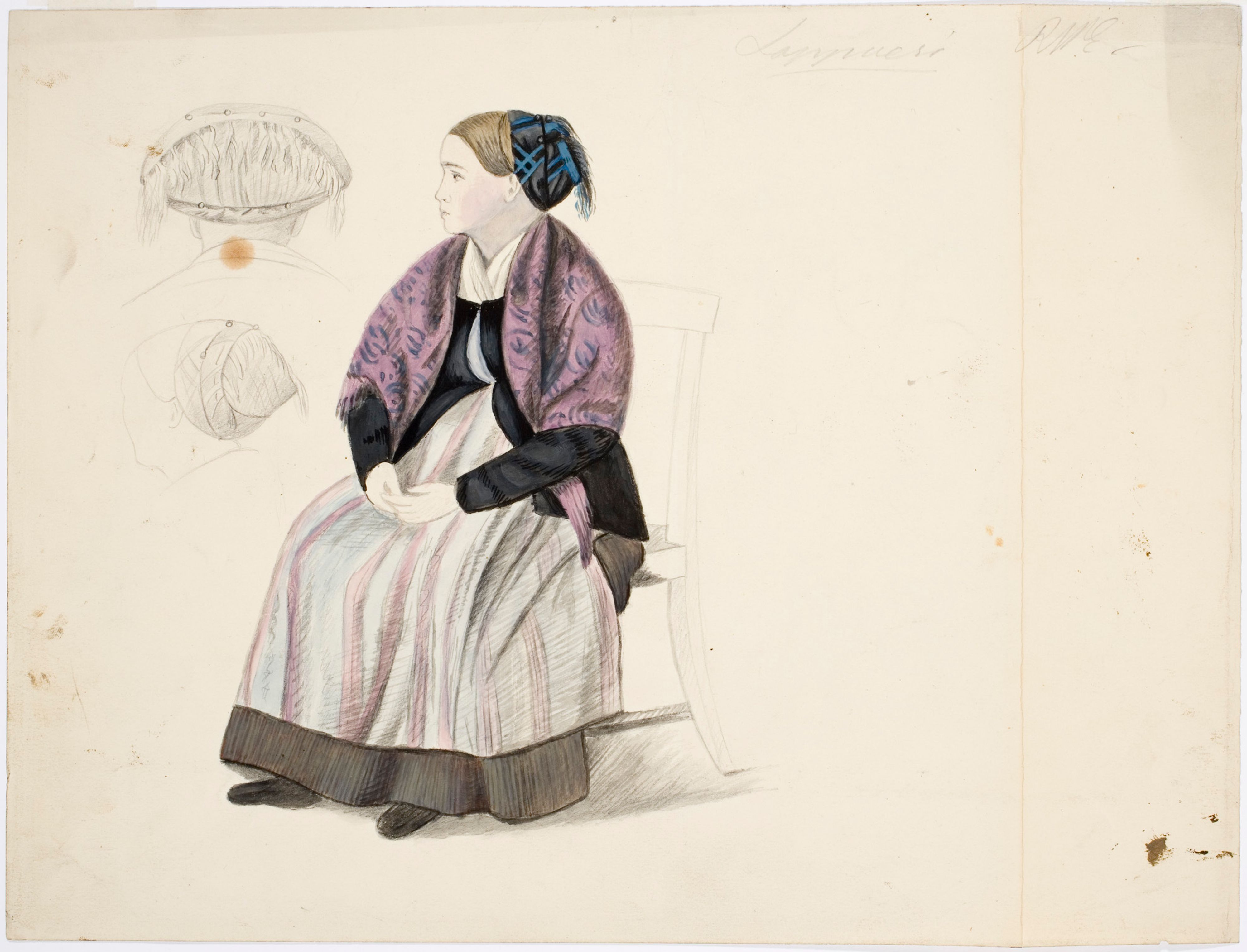
Женский костюм Лапеэ (ныне в составе Лаппеэнранты)
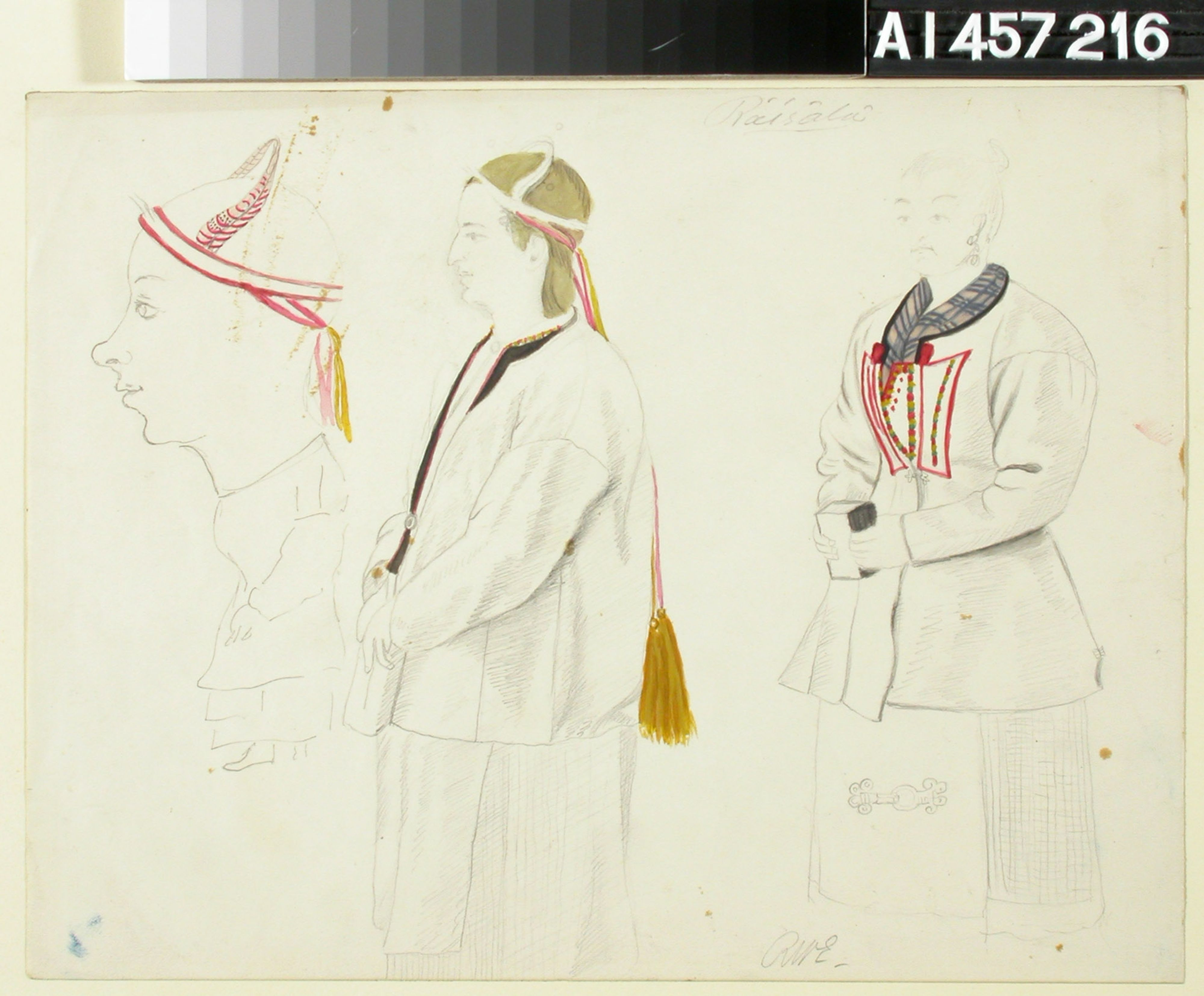
Костюм из Мельниково (Ряйсяля)
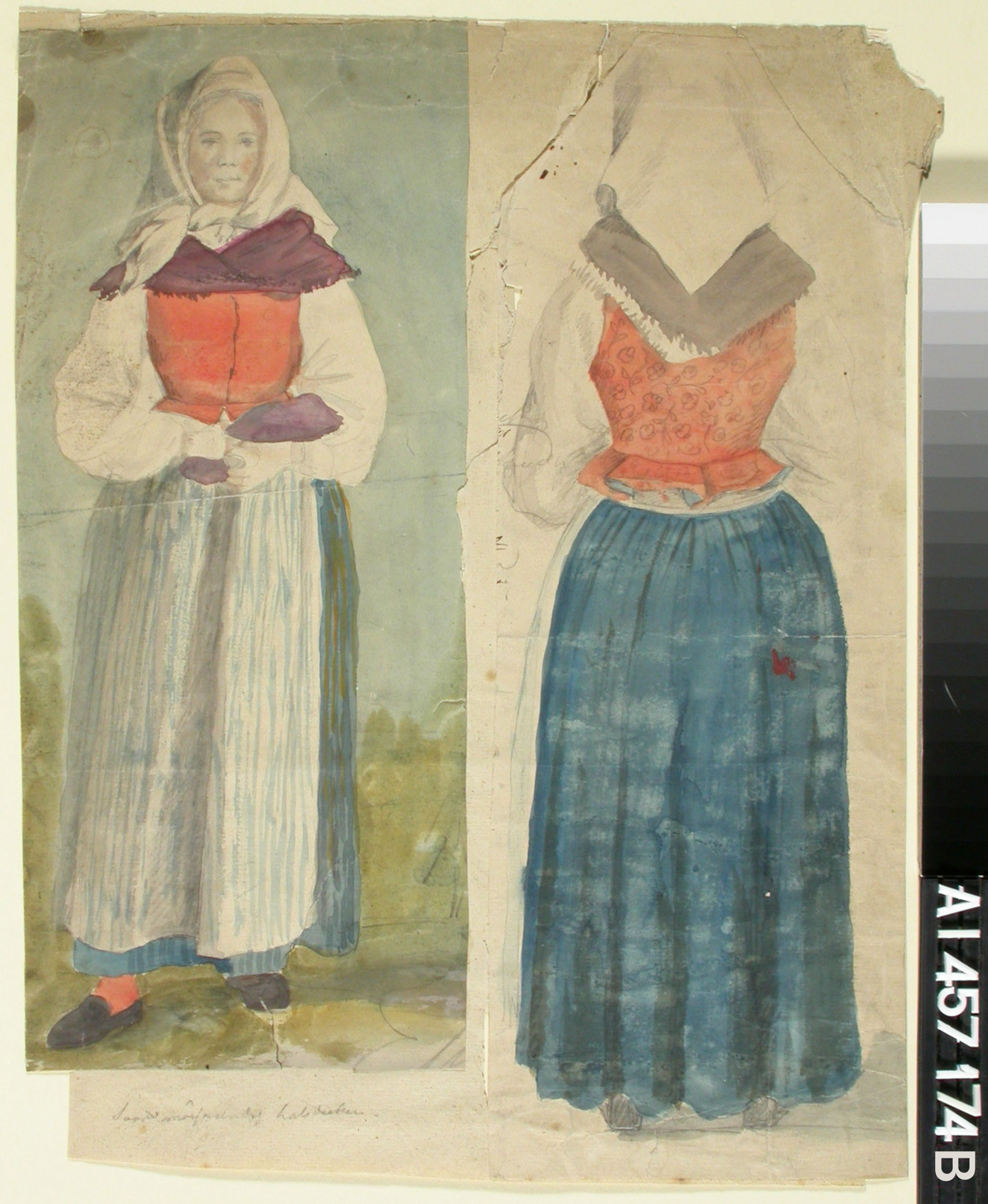
Костюм из неизвестного места, вид спереди и сзади
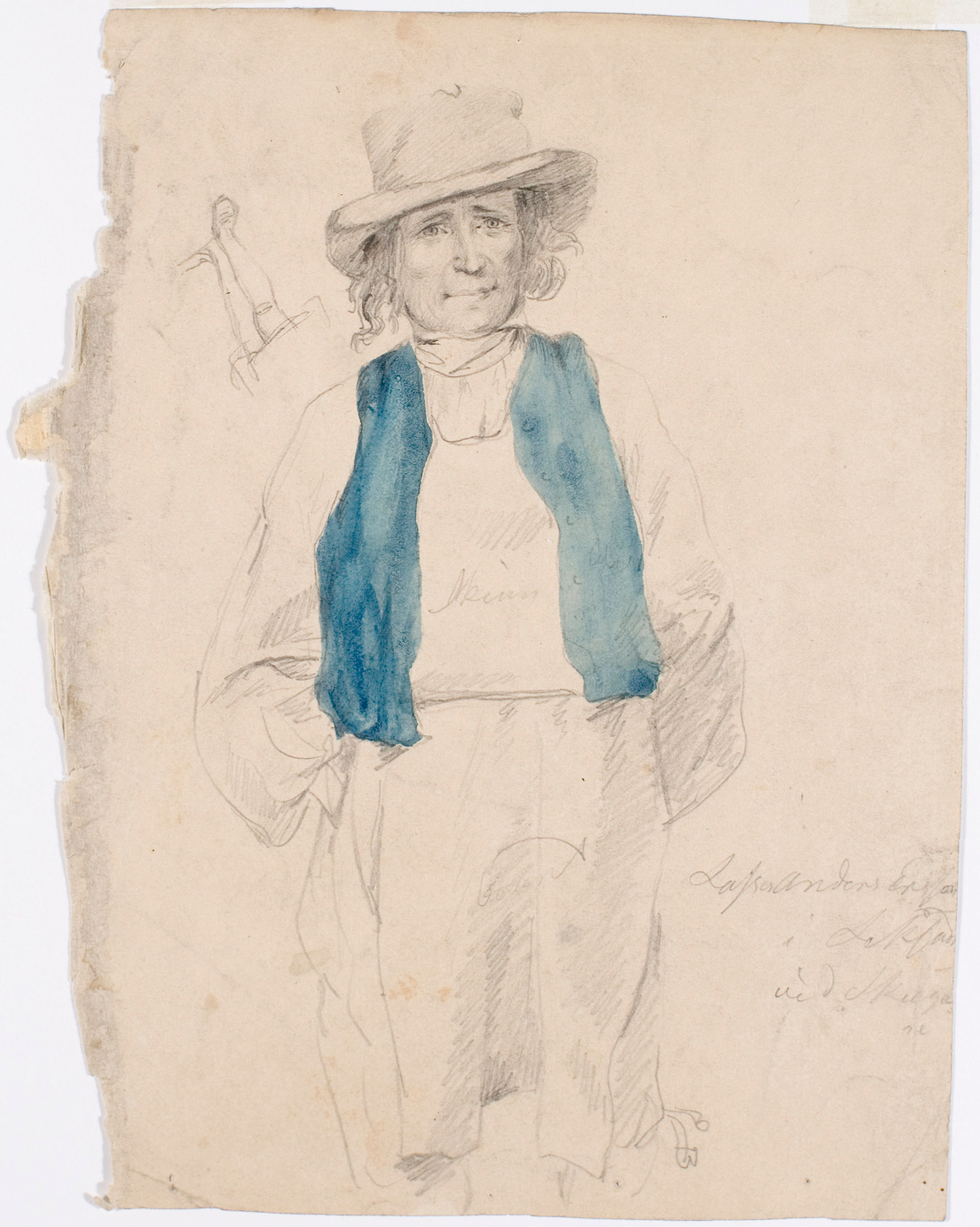
Мужчина из неизвестного места
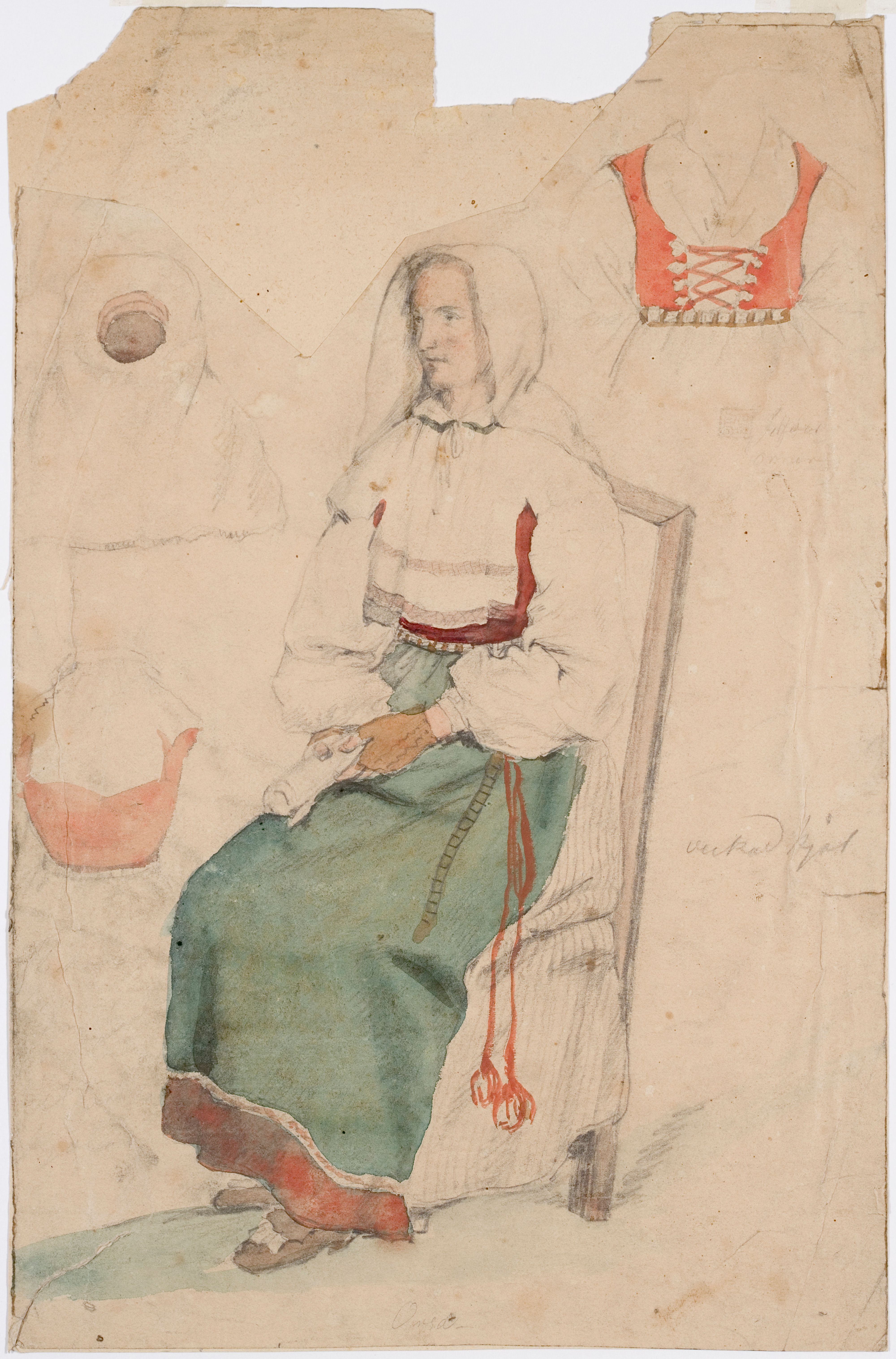
Женщина из неизвестного места
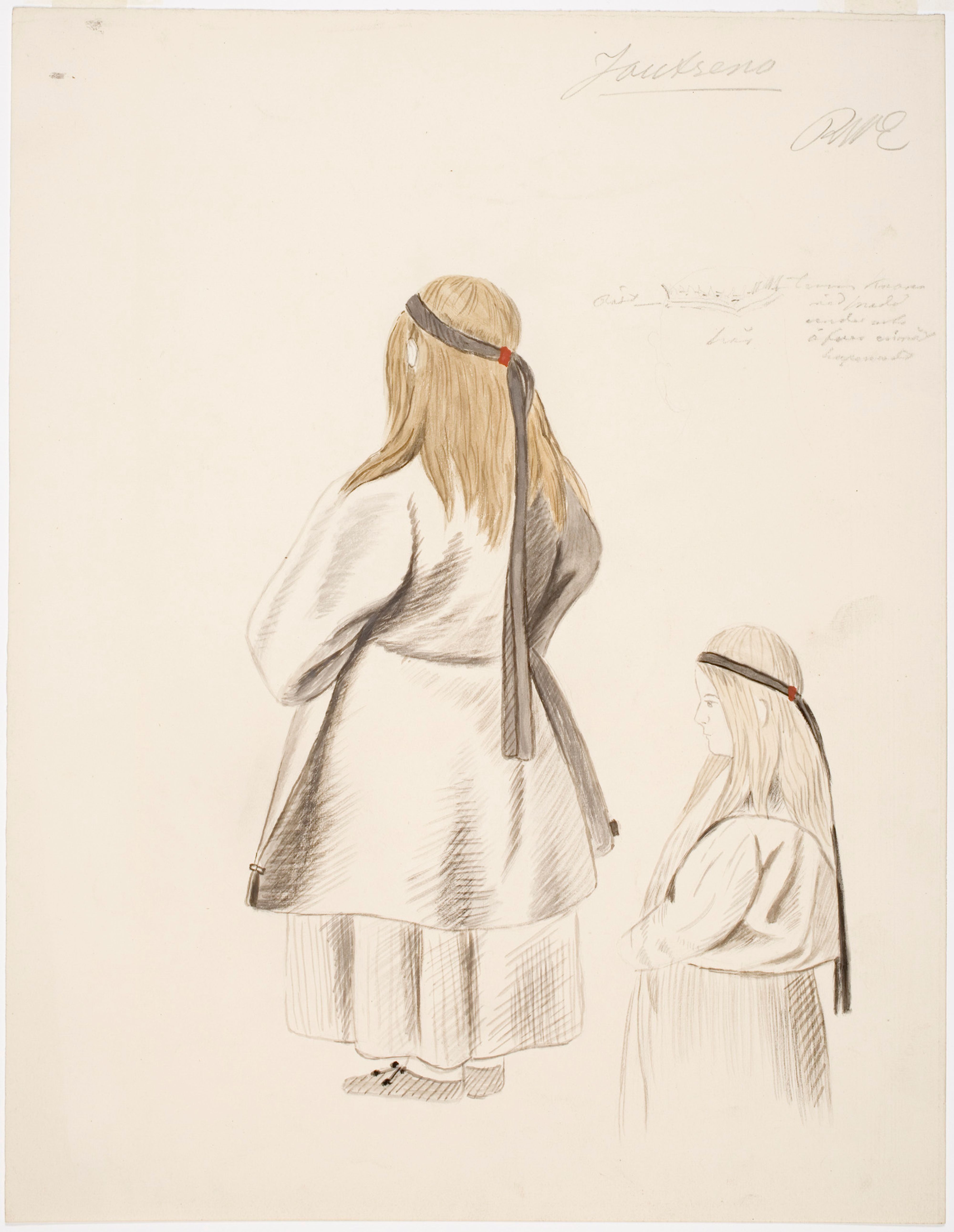
Девичий костюм Йоутсено (ныне в составе Лаппеэнранты)
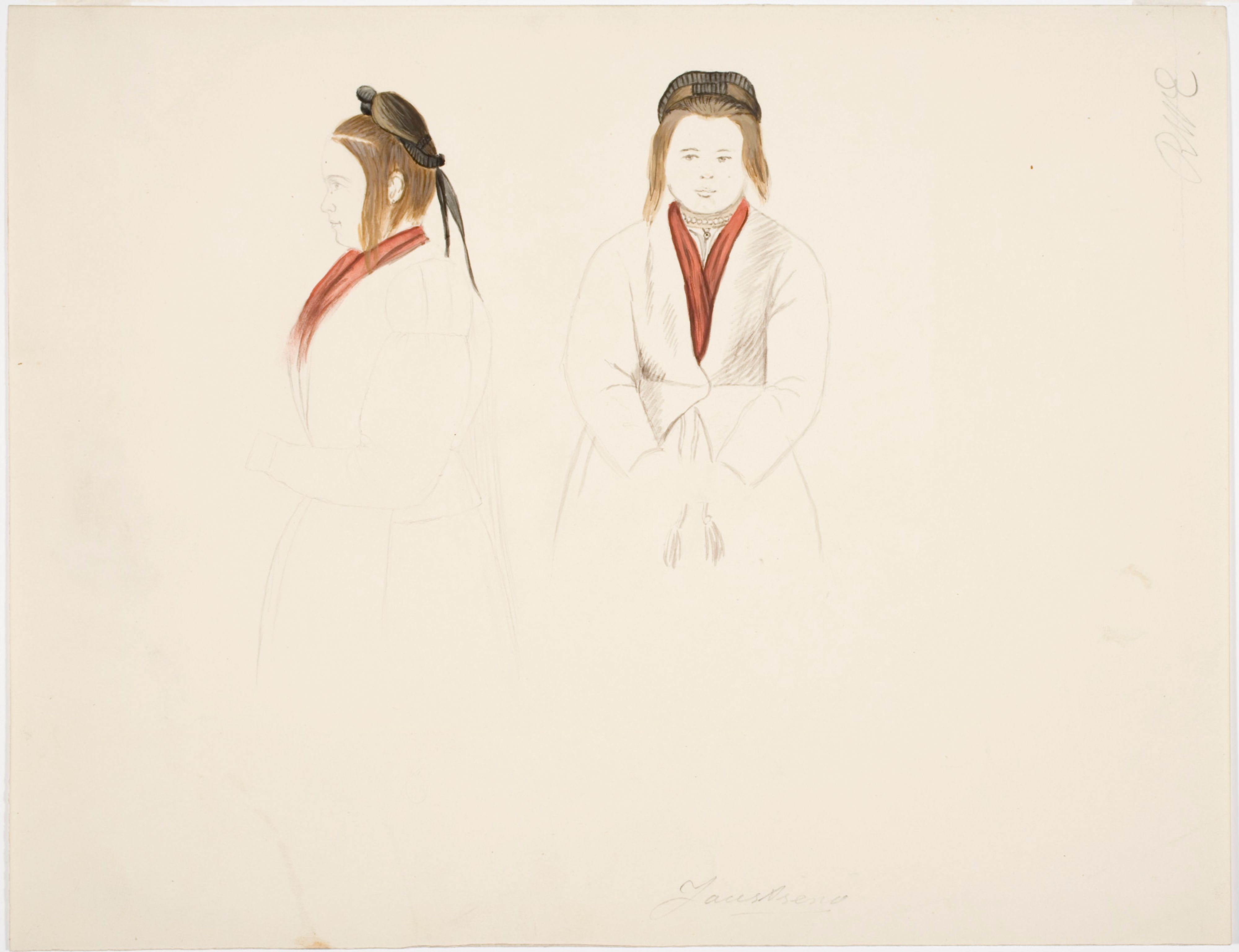
Женский костюм Йоутсено
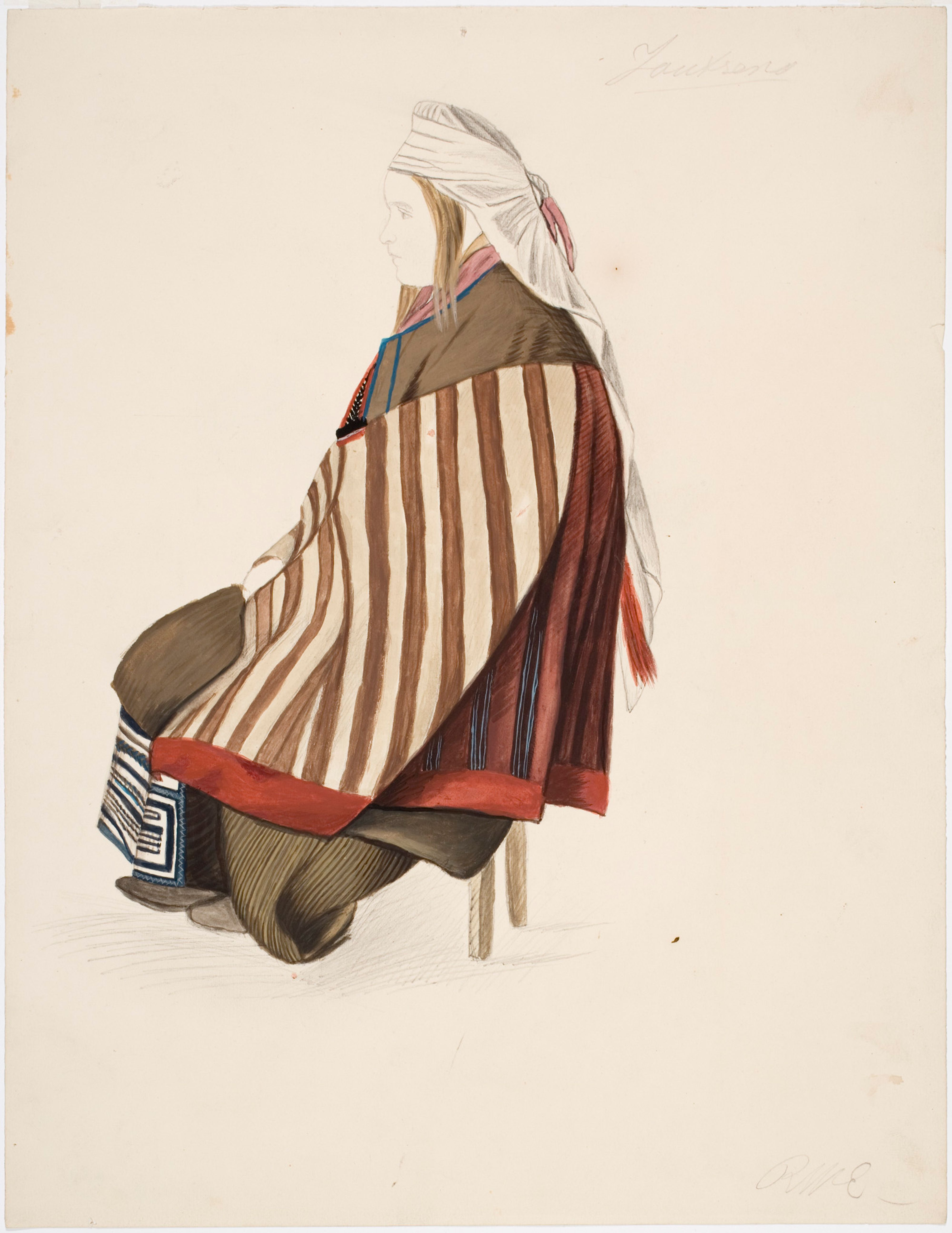
Женский костюм Йоутсено
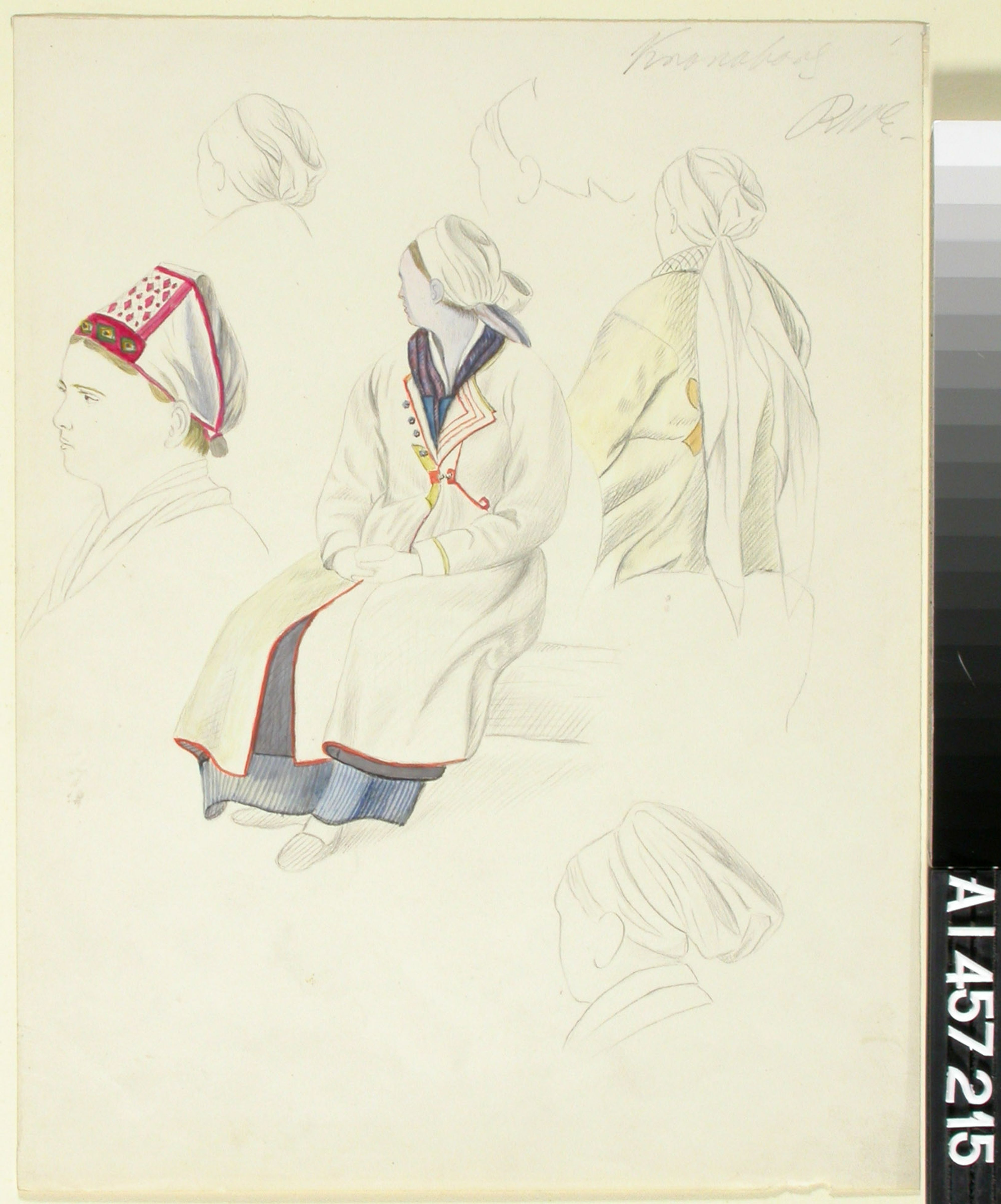
Костюм Куркиёки